# The Sims 4: Hurá na vysokou
The Sims 4: Hurá na vysokou (v anglickém originále The Sims 4: Discover University) je osmý datadisk do hry The Sims 4. Vyšel 15. listopadu 2019 pro osobní počítače s Windows a macOS a 17. prosince 2019 pro konzole Xbox One a PlayStation 4. Hurá na vysokou umožňuje hráčům posílat simíky na univerzitu, kde mohou studovat a získat potřebné vzdělání pro svou vysněnou práci.

## Hratelnost
Rozšíření Hurá na vysokou přidává nový svět, resp. městečko, jménem Britechester. V Britechesteru se nachází dvě rivalské univerzity: Univerzita v Britechesteru a Foxburský institut. Univerzita v Britechesteru je zaměřená na humanitní vědy. Foxburský institut se zaměřuje více na moderní přístup k vědeckým a technologickým oborům. V Britechesteru se mimo univerzitních kampusů nachází také vysokoškolské koleje, ve kterých mohou simíci bydlet, pozemky se studentským ubytováním, knihovny a kavárny.
Na univerzitách musí simíci plnit akademické povinnosti –⁠⁠⁠⁠⁠⁠ účast na přednáškách, seminární práce, psaní esejí a plnění projektů. Kromě studia se simíci mohou účastnit i společenského života na kolejích, připojit se k různým spolkům, účastnit se večírků a sportovních aktivit.
Simíci mohou získat titul ve 13 oborech, například v biologii, dramatu, fyzice, historii, informace či umění. Všechny obory jsou k dispozici na obou univerzitách. Každá se však specializuje na určitou skupinu titulů („uznávané obory“). Všichni simíci se mohou zapsat na jakýkoli obor, ale uznávané obory jsou vyhrazené pro ty, kteří už mají některé z požadovaných dovedností. Pokud simík získá titul z uznávaného oboru, může posléze nastoupit do korespondující kariéry na vysoké úrovni. Zároveň může získat náborový bonus.